# 康斯坦丝·皮科
康斯坦丝·拉腊·科利娜·皮科（法語：Constance Lara Colline Picaud；1998年7月5日—），法国女子职业足球运动员，司职守门员，目前效力于弗勒里足球俱乐部和法国国家女子足球队。她曾代表法国参加2024年夏季奥林匹克运动会女子足球比赛。